# Chelonus similis
Chelonus similis är en stekelart som beskrevs av Mccomb 1968. Chelonus similis ingår i släktet Chelonus och familjen bracksteklar. Inga underarter finns listade i Catalogue of Life.